# День тиші
День ти́ші — неформальна назва дня безпосередньо перед виборами, коли заборонена агітація. «День тиші» у виборчій практиці також позначають термінами «період тиші» або «день роздумів».
У деяких країнах діє більш обмежена форма «мовчання», коли ЗМІ забороняють коментувати передвиборну діяльність у день голосування, та/або публікація опитувань громадської думки є незаконною.
У деяких країнах діє виборча тиша, щоб виборці могли обміркувати кандидатів перед тим, як проголосувати. Протягом цього періоду кандидатам забороняється активна агітація. Часто голосування також заборонені. Як правило, мовчання дотримується закону, хоча в деяких країнах це просто «джентльменська угода» між провідними сторонами.

## Юридичні підстави
Частина 2 статті 70 Закону «Про вибори народних депутатів України» каже, що

| 2. Передвиборна агітація закінчується о 24 годині останньої п'ятниці перед днем голосування. |
а частина 5 статті 61 встановлює санкцію у вигляді попередження за порушення цієї норми.
Аналогічні норми містяться в Законах України «Про вибори Президента України» (ч.3 ст. 57) і «Про вибори депутатів Верховної Ради Автономної Республіки Крим, місцевих рад та сільських, селищних, міських голів» (ч. 2 ст. 47)